# تشارلز دوغرتي
تشارلز دوغرتي (بالإنجليزية: Charles Dougherty)‏ هو لاعب كرة قاعدة أمريكي، ولد في 26 أكتوبر 1879 في Summer Shade, Kentucky ‏ في الولايات المتحدة، وتوفي في 12 يوليو 1939 في شيكاغو في الولايات المتحدة.